# Nahir: La historia desconocida (libro)
Nahir: La historia desconocida es un libro homónimo periodístico escrito por los periodistas Mauro Szeta y Mauro Fulco. Fue lanzado en 2018 y hace énfasis en el Caso Nahir Galarza. En 2019 se confirmó que la productora Telemundo y Zeppelin Studio harían una serie basada en el libro del mismo nombre, cuyo estreno se programaría para marzo de 2022. Posteriormente en julio de 2021 el ex vocero Jorge Zonzini lanzó un libro similar llamado ''El silencio de Nahir''.

## Sipnosis
Hay casos policiales que impactan y sorprenden mucho más que otros. La madrugada del 29 de diciembre de 2017, en la tranquila ciudad de Gualeguaychú, nadie presagiaba lo que estaba por suceder. Cuando se supo que Fernando Pastorizzo había sido asesinado por su novia, Nahir Galarza, de 19 años, la atención mediática se disparó de forma descomunal. La cara angelical de esa jovencita contrastaba con la frialdad del crimen que había planificado con tanta prolijidad. ¿Quién es realmente Nahir Galarza? ¿Cómo es posible que una chica que tiene todo para ser feliz pueda idear un crimen de esta magnitud? ¿Qué la llevó a matar a su novio de dos tiros sin titubear? Mauro Szeta y Mauro Fulco siguieron el caso desde el comienzo y cuentan, por primera vez, datos nunca antes revelados: el perfil psicológico de Nahir, la denuncia de un falso secuestro en su adolescencia, la tormentosa relación que mantenía con Fernando y los detalles más crudos de sus distintas versiones del crimen, de la negación a la confesión. Esta exhaustiva investigación devela el entramado de mentiras, pasiones y engaños que llevaron a Nahir a convertirse en la asesina menos pensada de la Argentina.